# Station Snedsted
Station Snedsted is een spoorwegstation in Hurup in de Deense gemeente Thisted. Het station ligt aan de lijn Struer - Thisted.
Het treinverkeer is beperkt. Naast 10 treinen per dag van Arriva passeren er dagelijks drie treinen van DSB. Stoppen gebeurt alleen op verzoek.